# Neuses (Freigericht)
Neuses ist ein Ortsteil der Gemeinde Freigericht im Main-Kinzig-Kreis in Hessen. Zu Neuses gehört der Weiler Hüttelngesäß.

## Geographie

### Lage
Neuses liegt im Naturpark Spessart am Hasselbach auf einer Höhe von 175 m über NHN, 9 km südwestlich von Gelnhausen, direkt an der Landesgrenze zu Bayern.

### Nachbargemarkungen
Folgende Gemarkungen grenzen an das Ortsgebiet von Neuses:
| Somborn  | Altenmittlau                                | Horbach                  |
|          | Kompassrose, die auf Nachbargemeinden zeigt | Geiselbach und Omersbach |
| Albstadt | Michelbach                                  | Niedersteinbach          |

## Geschichte

### Mittelalter
Die älteste erhaltene Erwähnung von Neuses stammt aus der Zeit um 1000. Damals war im Zinsregister des Klosters Seligenstadt ein "Gozmar de Nyuusaze" (Gozmar aus Nyuusaze) aufgeführt, der dem Kloster 2 Denare schuldete. Das Dorf gehörte zum Gericht Somborn, das wiederum Teil des Freigerichts Alzenau war. Dieses war zwar reichsunmittelbar, aber das Reich verpfändete oder vergab das Gebiet immer wieder. So wechselten die Landesherren, zu denen die Herren und späteren Grafen von Hanau, die Herren von Randenburg, die Herren von Eppstein und Kurmainz zählten.
Die Kapelle aus dem 15. Jahrhundert steht unter dem Patronat des hl. Wendelin. Die Kirchengemeinde war nach Somborn eingepfarrt, später eine Filialgemeinde von Somborn.

### Ortsname
Mittelalterliche Schreibweisen des Ortsnamens waren:
- Nyuusaze (um 1000)
- Nuwisezin (1225)
- Nuseze (1267)
- Naugesess (1331)
- Neusesz (1332)
- Nuweseze (1357)
- Nuesze (1369)

### Frühe Neuzeit
1500 erhielten der Kurfürst-Erzbischof von Mainz und die Grafen von Hanau-Münzenberg das Freigericht und damit auch Neuses gemeinsam als Lehen. Es wurde nun als Kondominat regiert. Da im Freigericht auch zur Zeit des Kondominats die kirchliche Jurisdiktion bei den Erzbischöfen von Mainz verblieb, konnte sich die Reformation – im Gegensatz zur Grafschaft Hanau-Münzenberg – hier nicht durchsetzen. Neuses blieb römisch-katholisch.
1740 wurde das Kondominat mit einem Vertrag, dem „Partifikationsrezess“, in einer Realteilung aufgelöst. Neuses fiel dabei an die Landgrafschaft Hessen-Kassel, die 1736 die Grafen von Hanau beerbt hatte. Das Dorf wurde nun deren Amt Altenhaßlau zugeschlagen.

### Neuzeit
1803 wurde die Landgrafschaft Hessen-Kassel zum Kurfürstentum Hessen erhoben. Während der napoleonischen Zeit stand das Amt Altenhaßlau ab 1806 zunächst unter französischer Militärverwaltung, gehörte 1807–1810 zum Fürstentum Hanau und dann von 1810 bis 1813 zum Großherzogtum Frankfurt, Departement Hanau. Anschließend fiel es wieder an das Kurfürstentum Hessen zurück. Nach der Verwaltungsreform des Kurfürstentums Hessen von 1821, durch die Kurhessen in vier Provinzen und 22 Kreise eingeteilt wurde, ging das Amt Altenhaßlau im neu gebildeten Landkreis Gelnhausen auf. Mit der Annexion Kurhessens durch das Königreich Preußen nach dem verlorenen Krieg von 1866 wurde auch Neuses preußisch.
1898 wurde die neue Pfarrkirche St. Wendelin erbaut und im neogotischen Stil ausgestattet. Adolf Amberg malte den Innenraum und die Taufkapelle mit Blätterwerk aus; durch Schäden im Mauerwerk wurde die Ausmalung zerstört und ist nicht erhalten.
Zum 1. Januar 1970 wurde Neuses im Zuge der Gebietsreform in Hessen auf freiwilliger Basis mit weiteren Gemeinden zu der neuen Gemeinde Freigericht zusammengeschlossen. Gleichzeitig ging der Kreis Gelnhausen im Main-Kinzig-Kreis auf.

### Bevölkerung
Einwohnerentwicklung
 Quelle: Historisches Ortslexikon
- 1598: 15 Haushaltungen
- 1632: 10 Dienstpflichtige
- 1753: 37 Haushaltungen
- 1812: 88 Feuerstellen, 463 Seelen

| Neuses: Einwohnerzahlen von 1812 bis 2019 | Neuses: Einwohnerzahlen von 1812 bis 2019 | Neuses: Einwohnerzahlen von 1812 bis 2019 | Neuses: Einwohnerzahlen von 1812 bis 2019 | Neuses: Einwohnerzahlen von 1812 bis 2019 |
| --- | ----------------------------------------- | ----------------------------------------- | ----------------------------------------- | ----------------------------------------- |
| Jahr |                                           |                                           |                                           | Einwohner                                 |
| 1812 | 1812                                      |                                           | 463                                       | 463                                       |
| 1834 | 1834                                      |                                           | 707                                       | 707                                       |
| 1840 | 1840                                      |                                           | 714                                       | 714                                       |
| 1846 | 1846                                      |                                           | 758                                       | 758                                       |
| 1852 | 1852                                      |                                           | 706                                       | 706                                       |
| 1858 | 1858                                      |                                           | 677                                       | 677                                       |
| 1864 | 1864                                      |                                           | 677                                       | 677                                       |
| 1871 | 1871                                      |                                           | 669                                       | 669                                       |
| 1875 | 1875                                      |                                           | 712                                       | 712                                       |
| 1885 | 1885                                      |                                           | 692                                       | 692                                       |
| 1895 | 1895                                      |                                           | 761                                       | 761                                       |
| 1905 | 1905                                      |                                           | 962                                       | 962                                       |
| 1910 | 1910                                      |                                           | 1.021                                     | 1.021                                     |
| 1925 | 1925                                      |                                           | 1.209                                     | 1.209                                     |
| 1939 | 1939                                      |                                           | 1.391                                     | 1.391                                     |
| 1946 | 1946                                      |                                           | 1.767                                     | 1.767                                     |
| 1950 | 1950                                      |                                           | 1.863                                     | 1.863                                     |
| 1956 | 1956                                      |                                           | 1.803                                     | 1.803                                     |
| 1961 | 1961                                      |                                           | 1.938                                     | 1.938                                     |
| 1967 | 1967                                      |                                           | 2.149                                     | 2.149                                     |
| 1970 | 1970                                      |                                           | 2.185                                     | 2.185                                     |
| 1980 | 1980                                      |                                           | ?                                         | ?                                         |
| 1990 | 1990                                      |                                           | ?                                         | ?                                         |
| 2000 | 2000                                      |                                           | ?                                         | ?                                         |
| 2011 | 2011                                      |                                           | 2.454                                     | 2.454                                     |
| 2019 | 2019                                      |                                           | 2.506                                     | 2.506                                     |
| Datenquelle: Historisches Gemeindeverzeichnis für Hessen: Die Bevölkerung der Gemeinden 1834 bis 1967. Wiesbaden: Hessisches Statistisches Landesamt, 1968. Weitere Quellen: ; Gemeinde Freigericht; Zensus 2011 |                                           |                                           |                                           |                                           |

Religionszugehörigkeit
 Quelle: Historisches Ortslexikon
| • 1885: | 7 evangelische (= 1,01 %), 685 katholische (= 98,99 %) Einwohner   |
| • 1961: | 83 evangelische (= 4,28 %), 1841 katholische (= 94,99 %) Einwohner |

## Politik
Nach dem Zusammenschluss der selbstständigen Gemeinden zur Gemeinde Freigericht im Jahr 1970 wurden die einzelnen Gemeindevertretungen aufgelöst und durch Ortsbeiräte ersetzt. Die Ortsbeiräte in den einzelnen Ortsteilen sind in allen wichtigen Entscheidungen, die den jeweiligen Ortsteil betreffen zu hören und haben ein Vorschlagsrecht. Die Mitglieder der Ortsbeiräte wählen aus ihrer Mitte als Vorsitzenden des Ortsbeirates einen Ortsvorsteher. Mit Ablauf der kommunalen Wahlperiode 2021 werden die Ortsbeiräte aufgelöst.
| Parteien und Wählergemeinschaften | Parteien und Wählergemeinschaften           | 2016  | 2011  | 2006  | 2001  | 1997  |
| Parteien und Wählergemeinschaften | Parteien und Wählergemeinschaften           | Sitze | Sitze | Sitze | Sitze | Sitze |
| --------------------------------- | ------------------------------------------- | ----- | ----- | ----- | ----- | ----- |
| CDU                               | Christlich Demokratische Union Deutschlands | 1     | 2     | 3     | 3     | 3     |
| SPD                               | Sozialdemokratische Partei Deutschlands     | 2     | 1     | 1     | 1     | 1     |
| UWG                               | Unabhängige Wählergemeinschaft Freigericht  | 2     | 2     | 1     | 1     | 1     |
| gesamt                            | gesamt                                      | 5     | 5     | 5     | 5     | 5     |

### Ortsvorsteher
- Karl Schiwek, CDU (bis 2006)
- Alfred Weber, CDU (2006 bis 2016)
- Norbert Remmel, UWG (2016 bis 2021)[8]

## Infrastruktur
- In Neuses treffen sich die Landesstraßen 3339 und 3444.
- Von 1904 bis 1963 hatte das Dorf einen Bahnhof an der dann stillgelegten Freigerichter Kleinbahn.
- Die Konrad-Neumann-Schule ist die örtliche Grundschule.
- Die Aumühle lag am Haselbach, im Westen des Dorfes.[9]
- Am südwestlichen Ortsrand kreuzt der Spessartbogen-Fernwanderweg (hier zusammenfallend mit der historischen Birkenhainer Straße), von Hof Trages kommend auf dem Weg zum Rodfeldturm, die L 3339.

## Persönlichkeiten
- Alexia Adler (1864–1929), Ordensschwester und Generaloberin
- Josef Benzing (1904–1981), Bibliothekar und Luther-Bibliograph und Erforscher des Buchdrucks